# バーンナーサーン郡
座標: 北緯8度48分0秒 東経99度21分54秒 / 北緯8.80000度 東経99.36500度
バーンナーサーン郡（バーンナーサーンぐん）はタイ南部・スラートターニー県の郡（アムプー）

## 名称
バーンナーサーンとは田んぼの村という意味である。

## 歴史
郡の歴史はラムプーン郡（タイ北部のラムプーンとは綴りは同じだが違う。）の時代までさかのぼることができる。ラムプーン郡は19世紀後半、現在のスラートターニー県南部の広大な地域を管轄していた。元々7つタムボンがありタムボン・バーンナー、タムボン・タールア、タムボン・コープケープ、タムボン・トゥンタオ、タムボン・イパン、タムボン・プラセーン、タムボン・パノムであった。1899年ラムプーン郡の南部が切り取られプラセーン郡、パノム分郡となった。
元々、ラムプーン郡はナコーンシータンマラート県の管轄下にあったが、1906年、チャイヤー県（現・スラートターニー県）に移譲された。
1918年4月29日郡庁がタムボン・バーンナー（現・バーンナードゥーム郡）にあったので、郡の名前はラムプーンからバーンナーへと変更された。1938年7月1日郡庁がタムボン・ナーサーンに移動したため、1939年4月20日にバーンナーからバーンナーサーンへと名称が変更された。1970年代バーンナーサーンは相次いで分離し、キエンサー郡、ウィエンサ郡、バーンナードゥーム郡が分離して郡を形成した。

## 地理
郡の東部はナコーンシータンマラート山脈の一部であり、タイロムイェン国立公園に指定されている。西部にはターピー川の形成した平地が広がる。郡の主な水源は同河川や、ラムプーン川などである。
交通はタイ国鉄が通っている。国道41号線が南北に延び、南はパッタルン方面と北はプンピン方面と通じる。国道44号線が東西に延びており西はアーオルック方面と東はカーンチャナディット方面と通じる。国道4009号線が北に延びスラートターニー方面と、国道4178号線が西北に延びておりバーンナードゥーム方面とつながっている。

## 経済
郡内の主な産業は農業で、パラゴムノキの生産やランブータンやマンゴスチンなどの果物の生産が盛んである。

## 行政区分
郡は11のタムボンに分かれ、さらにその下位に65の村（ムーバーン）がある。自治体（テーサバーン）があり以下のようになっている。
- テーサバーンタムボン・ナーサーン・・・タムボン・ナーサーン全体

また郡内には10のタムボン行政体（オンカーンボーリハーンスワンタムボン）がある。
| 1. タムボン・ナーサーン・・・ตำบลนาสาร 2. タムボン・プルピー・・・ตำบลพรุพี 3. タムボン・トゥンタオ・・・ตำบลทุ่งเตา 4. タムボン・ラムプーン・・・ตำบลลำพูน 5. タムボン・ターチー・・・ตำบลท่าชี 6. タムボン・クワンシー・・・ตำบลควนศรี 7. タムボン・クワンスバン・・・ตำบลควนสุบรรณ 8. タムボン・クローンプラープ・・・ตำบลคลองปราบ 9. タムボン・ナムプ・・・ตำบลน้ำพุ 10. タムボン・トゥンタオマイ・・・ตำบลทุ่งเตาใหม่ 11. タムボン・プームプーンサップ・・・ตำบลเพิ่มพูนทรัพย์ | Map of Tambon |